# Michael Thwaite

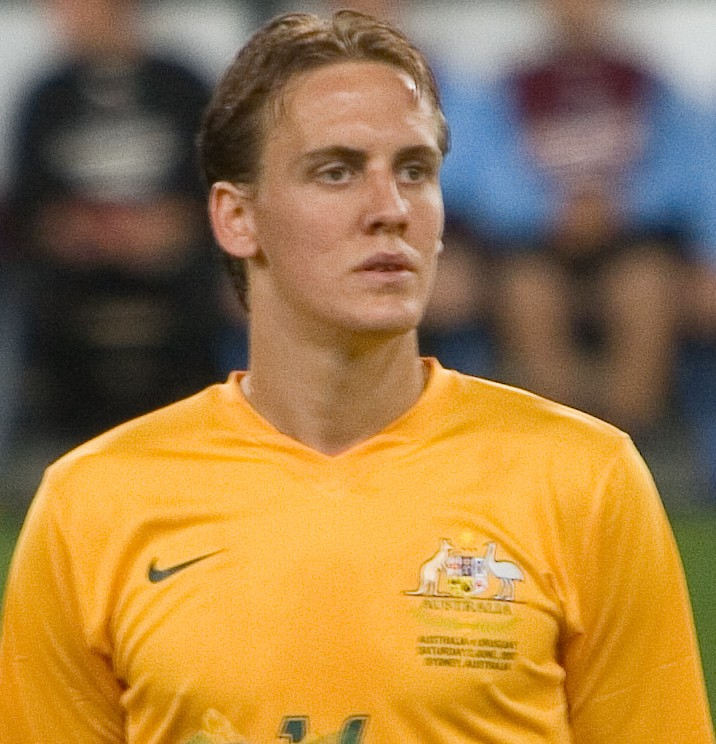
Thwaite con.

Michael Thwaite (Brisbane, Australia, 2 de mayo de 1983) es un exfutbolista de Australia que jugaba en las posiciones de defensa central y centrocampista defensivo.

## Carrera

### Club
| Periodo   | Club                         | Apariciones | Goles |
| --------- | ---------------------------- | ----------- | ----- |
| 2002      | Sydney Uni SFC               | 22          | 5     |
| 2002–2004 | Marconi Stallions            | 36          | 0     |
| 2004–2006 | Naţional București           | 39          | 0     |
| 2006–2008 | Wisła Kraków                 | 21          | 0     |
| 2008–2009 | SK Brann                     | 4           | 0     |
| 2008–2009 | → Melbourne Victory (cedido) | 16          | 0     |
| 2009–2012 | Gold Coast United            | 82          | 1     |
| 2012–2016 | Perth Glory                  | 93          | 2     |
| 2016      | Liaoning Whowin              | 25          | 3     |
| 2017–2018 | Western Sydney Wanderers     | 24          | 1     |
| 2019–2020 | Gold Coast United            | 46          | 4     |

### Selección nacional
Jugó para Australia en 13 ocasiones de 2005 a 2013 y participó en la Copa Asiática 2007.

## Logros

### Club
- A-League Championship: 2008–2009
- A-League Premiership: 2008–2009
- Ekstraklasa: 2007–08

### Individual
- Futbolista del año del Gold Coast United: 2009–2010, 2010-11
- Mejor Jugador del Perth Glory: 2013–14
- Equipo Ideal del Perth Glory 1996–2016
- 2014 A-League All Stars Game
- 200 partidos en la A-League (25-2-2018 con Western Sydney Wanderers FC v Sydney FC)
- 100 partidos con el Gold Coast United (8 de junio de 2019)
- Futbolista del Año del Gold Coast United en la Queensland NPL 2019
- Equipo de las Estrellas de la Queensland NPL y Equipo del Estado de Queensland 2020